# Carthago delenda est
Ceterum autem censeo Carthaginem esse delendam (klasično latinsko izg. [ˈkeːtɛrũː ˈkẽːsɛɔ karˈtʰaːgɪnẽː ˈɛssɛ deːˈlɛndãː], poznolatinsko: [ˈtseːtɛrʊm ˈtseːnsɛɔ karˈtʰaːgɪnɛm ˈɛssɛ deːˈlɛndam]) ali Ceterum censeo Carthaginem esse delendam (Sicer pa menim, da je treba Kartagino porušiti), pogosto okrajšano kot Carthāgō dēlenda est – Carthago delenda est (Kartagina mora biti porušena), je latinski govorniški izrek, s katerim je zaključeval svoje govore zoper Kartagino Katon Starejši, državnik Rimske republike. Izrek izvira iz razprav, ki so jih imeli v rimskem senatu pred izbruhom Tretje punske vojne (149–146 pr. n. št.) med Rimom in Kartagino. Kato je uporabljal izrek na koncu vsakega svojega govora v senatu, da bi zanetil vojno.
Ta fraza je v kratkem predstavljala zavojevalno in hujskaško politiko zoper rimske sovražnike. Z osvajanjem so nasprotnika popolnoma onemogočili in so nad njim zagrešili genocid: ko so Rimljani osvojili mesto Kartagino, so branitelje pobili, preostalo prebivalstvo pa prodali v sužnost.
Prvi del tega izreka, ceterum censeo, se danes uporablja kot zaključek misli, ki se pogosto ponavlja med prepirom, ali za poudarjanje stališča, ki ga nekdo vztrajno zagovarja in za katerega meni, da ga je treba uresničiti. ( Npr. »To je njegov večni ceterum censeo«).